# Нормы интимных отношений в исламе
Но́рмы инти́мных отноше́ний в исла́ме — комплекс правил и рекомендаций, касающихся половой жизни мусульманина, предписанных шариатом. Сексуальное поведение в исламе разрешено только в рамках брака (никах) или с наложницей, иное рассматривается как прелюбодеяние (зина) и преследуется по шариату. Также запрещён анальный секс, секс во время менструации, послеродового кровотечения, болезни и обязательного поста.
В первую брачную ночь мужу-мусульманину следует угощать и всячески опекать новоиспечённую жену, а также прочитать вместе с ней намаз. В дальнейшем он обязан совокупляться с женой как минимум раз в четыре дня, а также по равному уделять внимание своим жёнам (если их несколько). После женитьбы, если жена была девственницей, муж должен быть с ней в течение 7 ночей, а если жена уже была замужем до этого, то достаточно и трёх ночей. Считается желательным прочесть специальную молитву до и прикрываться во время акта.
Оральный секс (минет и куннилингус), за отсутствием указаний в священных текстах большинством богословов считается дозволенным, анальный секс, онанизм, зоофилия, групповой секс и лесбиянство считаются запретным абсолютным большинством богословов. Мужская гомосексуальность и изнасилование наказываются смертной казнью.
Ислам дозволяет использование презервативов и прерывание полового акта, но совершение аборта большинством улемов считается запретным, разрешается только если оставление плода угрожает жизни матери.

## Значение полового акта
Ислам охватывает все стороны человеческой деятельности. Целью, которую шариат ставит перед браком и сексом в частности, является удовлетворение врождённого и естественного для человека влечения к противоположному полу, сохранение чистоты происхождения, сближение людей, увеличение количества мусульман и сохранение от аморальных поступков и прелюбодеяния. Арабское понятие никах в отношении людей буквально значит «совокупление», а в шариате означает договор, по которому становится разрешённым взаимное «наслаждение» супругов. Брак может быть обязательным для тех, кто опасается соблазна прелюбодеяния (зина́), а может быть нежелательным для тех, у кого нет влечения (асексуальность), для больных и не́мощных. Важным критерием при выборе партнёра для мусульманина, помимо обязательной богобоязненности и праведности, считается способность к продолжению рода.
Сообщается, что пророк Мухаммед говорил: «О молодёжь! У кого из вас есть материальная возможность — пусть женится, воистину, так будет спокойнее для взгляда, и сохраннее для половых органов. А кто не может, тот пусть постится, воистину, пост для него потушит его страсть».

## Половое просвещение
По сравнению с другими мировыми религиями ислам является более прогрессивным в плане полового просвещения, но ни в одной из мусульманских стран половое воспитание не существовало в виде отдельного предмета учебной программы — оно было интегрировано в религиозное обучение. Существуют несколько аспектов современного полового просвещения, которые могут вызвать неприятие со стороны мусульман: половое просвещение может рассматриваться как противоречащее исламской концепции о семье; некоторые материалы по половому просвещению могут идти вразрез с мусульманским понятием о порядочности и скромности; приемлемое с точки зрения полового просвещения поведение может считаться «греховным» в глазах мусульман.

## Возраст согласия
В шариате не существует строго установленного возраста сексуального согласия. Мусульманин становится мукалла́фом (букв. «обязанный») по достижении периода полового созревания. У мальчиков признаком полового созревания является непреднамеренное семяизвержение (поллюция) во время сна или бодрствования и появление лобковых волос, а у девочек — наступление месячных и беременность. Если же по достижении 15-летнего возраста у парня или девушки всё ещё не наблюдаются признаки полового созревания, они всё равно становятся мукаллафами.
Некоторые аяты Корана (см. ан-Ниса 4:3, ат-Таляк 65:4) свидетельствуют в пользу того, что жениться на несовершеннолетних девушках (то есть на тех, у кого не началась менструация) является разрешённым. В достоверном хадисе, который приводится в сборниках аль-Бухари, Муслима, Ахмада ибн Ханбаля, Абу Давуда, ан-Насаи, ад-Дарими, Ибн Маджа и аль-Байхаки, сообщается, что пророк Мухаммед заключил брак с Аишей бинт Абу Бакр, когда ей было шесть лет, а в половые отношения вступил в девятилетнем возрасте. Однако, некоторые мусульманские богословы (улемы, например, Ибн Шубрума) не разрешали выдавать отцам своих дочерей замуж до тех пор, пока они не достигнут совершеннолетия и дадут согласие на брак. Но большинство богословов (Ибн Хаджар, Ибн Батталь, аль-Бухари, аль-Мухаллаб, Ибн Кудама, Ибн аль-Мунзир и другие) считали заключение брака с несовершеннолетней дозволенным и разрешённым. Важным условием, без соблюдения которого брак считается недействительным, является возрастное соответствие жениха и невесты.
Ибн Кудама в своей книге «аль-Мугни» пишет: «Сказал Ибн аль-Мунзир: „Все обладатели знания, у которых мы обучаемся, были единогласны в том, что выдавать замуж свою несовершеннолетнюю и девственную дочь является дозволенным для отца, если он выдаст её за равного (по возрасту). И её замужество разрешено, даже если она отвращается от этого и противится“». Если же у несовершеннолетней девушки нет отца, то тогда является обязательным спрашивать её согласия на заключение брака.
Что касается совершеннолетней и бывшей замужем мусульманки, то никто не может принуждать её к браку, и она выходит замуж только по своей воле, иначе такой брак считается недействительным. В отношении несовершеннолетней, которая уже была замужем и девственницы, которая достигла совершеннолетия, существуют различные мнения: некоторые улемы считали, что их согласие на брак не требуется и они должны подчиниться своим отцам, а некоторые считали, что их согласие необходимо.
Согласно преданиям, сподвижники Мухаммеда рано выдавали замуж своих дочерей. Как сообщает аль-Асрам, Кудама ибн Маз’ун заключил брак с дочерью Зубайра ибн аль-Аввама сразу после её рождения, a Али ибн Абу Талиб выдал замуж свою дочь Умм Кульсум за Умара ибн аль-Хаттаба в несовершеннолетнем возрасте.

## Половой акт
Половой акт, поцелуи, любые прикосновения друг к другу по шариату разрешены только женатым парам, а внебрачный секс рассматривается шариатом как один из больших грехов, и, если прелюбодей был женат ранее, он наказывается смертной казнью, а если он был холостяком, подвергается публичной порке и изгнанию (иногда вре́менному) из общества. Но такие меры наказания принимаются только в том случае, если доказан факт проникновения мужского полового органа во влагалище женщины. Также шариатские правила запрещают казнить девственницу.

### Обязательные предписания
У супругов-мусульман имеется ряд обязанностей друг перед другом, которые были предписаны самим Мухаммедом. Так, согласно интерпретации 226—227 аятов суры Аль-Бакара, мужчина должен вступать в половой акт со своей женой как минимум один раз в четыре месяца, если этому не препятствует болезнь супруга, его путешествие или заключение в тюрьму. Некоторые богословы считали, что нет определённого срока вступления в половую связь, а совершать это действие следует по мере необходимости, не растягивая промежутки между половыми актами до четырёх месяцев, если есть возможность делать это чаще. Если он женат более чем на одной женщине, то он обязан по-равному разделять ночи между супругами. Если у мусульманина, помимо жены, имеется наложница, то жене нужно уделять две ночи, а наложнице — одну.

### Желательное в сексе
Помимо обязательных указаний, существует ряд желательных действий (мустахабб), за совершение которых Мухаммедом была обещана награда, но оставивший их не несёт на себе греха. Считается желательным прикрываться во время секса, совершить малое (вуду) или полное ритуальное омовение (гусль) если мужчина хочет повторить половой акт, а также произнести следующую мольбу:

рус. С именем Аллаха, о Аллах, удали нас от шайтана и удали шайтана от того, кем (имеются в виду дети) Ты наделил нас
араб. أللهم جنبنا الشيطان و جنب الشيطان ما رزقتنا‎
транск. Алла́хумма джанни́бна-ш-шайта́на ва джанниб-аш-шайтана ма разактана́
— Сахих аль-Бухари №5165; Сахих Муслим №1434
Удовлетворение женщины
По мнению Абу Хамида аль-Газали, необходимым условием физической близости должно быть обоюдное достижение удовлетворения супругами. Он считал, что если мужчина, удовлетворившись, оставит партнёршу неудовлетворённой, то «это скажется на ней отрицательно и такое несовпадение вызовет охлаждение чувств вплоть до отвращения». О праве женщины на полноценное удовлетворение имам аль-Газали писал следующее: «Муж должен совокупляться с супругой минимум один раз в четыре дня, исходя из того, что у него могут быть четыре жены. Частоту близости с женой можно увеличивать и уменьшать, согласно её потребности в этом, исходя из необходимости обеспечить её супружескую верность. Обеспечение супружеской верности — обязанность мужа. Если он не сможет удовлетворить её сексуальные потребности, то это подвергнет опасности её супружескую верность».
Асма бинт Язид ас-Сакан передала: «Я нарядила Аишу для посланника Аллаха (ﷺ) а затем явилась к нему и пригласила его взглянуть на неё наряженную и без покрывала. Посланник Аллаха (ﷺ) вошёл и сел рядом с Аишей. Ему поднесли кубок с молоком. Он немного отпил, а затем передал кубок Аише. Но та понурила голову и смутилась. Я пожурила её, сказав: „Возьми кубок из рук Пророка (ﷺ)!“ Аиша взяла кубок и немного отпила. Затем Пророк (ﷺ) сказал ей: „Передай этот кубок своей подруге!“ Тогда я сказала: „О Посланник Аллаха! Сначала возьми его ты и немного отпей, а затем передай мне собственноручно!“ Пророк (ﷺ) взял кубок, отпил из него и передал мне. Я присела и поставила кубок себе на колени, затем поднесла его к губам и стала вращать так, чтобы коснуться губами того места, откуда испил Пророк (ﷺ). Затем Посланник Аллаха (ﷺ) сказал мне, имея в виду бывших рядом со мной женщин: „Передай кубок им!“ Но женщины ответили: „Нам не хочется!“ Тогда Пророк (ﷺ) сказал: „Не совмещайте ложь с голодом!“».

### Первая брачная ночь
Для жениха в первую брачную ночь желательно (мустахабб) угостить невесту сладостями (например, мёдом), дозволенными напитками (молоко) и пряностями. Передаётся от Асмы бинт Язид, что когда Аиша пришла к пророку Мухаммеду в первый раз, он угостил её молоком.
Перед вступлением в интимную связь, жениху желательно положить руку на лоб своей супруге, сказать басмалу и произнести следующую мольбу:

рус. О Аллах! Воистину, я прошу у Тебя от неё добра и всего доброго, чем Ты её одарил! И прибегаю к Тебе от её зла и от всего злого, чем Ты её наделил.
араб. أللهمّ إنّي أسألك من خيرها و خير ما جبلتها عليه, و أعوذ بك من شرّها و شرّ ما جبلتها عليه.‎
транск. Алла́хумма инни́ ас’а́лука мин хайриха́ ва ха́йри ма джабальтаха́ але́йх, ва а’у́зу бика́ мин шарриха́ ва ша́рри ма джабальтаха алейх.

После этого супругам рекомендуется совершить совместную двухракаатную молитву (намаз) и прочитать следующую мольбу (дуа):

рус. О Аллах, благослови меня в отношениях с моей женой (мужем) и её (его) в отношениях со мной. О Аллах, утверди между нами благо и при разлуке разлучи нас по-доброму!
араб. أللهمّ بارك لي في أهلي و بارك لهم فيّ, أللهمّ اجْمعْ بيننا ما جمعت بخير, و فرّق بيننا إذا فرّقت إلى خير.‎
транск. Аллахумма ба́рик ли фи ахли́ ва ба́рик ля́хум фийа́, Аллахумма-джма’ байнана́ ма джама́’та би-хайр, ва фа́ррик байнана иза́ фарра́кта иля́ хайр.

Если жена не была замужем до этого и является девственницей, то после заключения брака супруг должен провести с ней семь ночей. А если новоиспечённая жена была замужем до этого, то следует уделить ей три ночи. Непосредственно перед сближением, как в первую, так и в последующие ночи, муж должен создать прелюдию к интимной близости с помощью слов, поцелуев и любовных игр и т. п. Во время полового акта жених должен быть чрезвычайно мягким и нежным к своей невесте.
У некоторых народов, исповедующих ислам, принято после первой брачной ночи демонстрировать «доказательство» девственности супруги. Этот процесс является пережитком местных обычаев, не имеет ничего общего с исламским этикетом и более того, запрещается шариатом. Если окажется, что невеста, первый раз выходящая замуж, не окажется девственницей, то она может быть возвращена в свою семью.

## Разрешённые виды секса
Ансары одного из кварталов, в свою бытность язычниками, жили бок о бок с иудеями, а они люди писания. Ансары считали, что иудеи превосходят их в знаниях, и во многом следовали за ними. А у людей Писания было принято сноситься с женщинами не иначе, как лежа на боку: считалось, что нагота женщины в этом положении лучше прикрыта. Ансары этого квартала стали поступать так же, как иудеи. Курайшиты, осевшие в том же квартале, сносились с женщинами способом, неприемлемым для ансаров, услаждаясь жёнами и спереди, и сзади, и запрокинув их на спину. После того как мухаджиры прибыли в Медину, один из них взял себе в жёны женщину из ансаров и стал делать с ней то же. Но она отказала ему, заявив: «Раньше у нас с жёнами сносились лежа на боку, и ты делай так же, а иначе — сторонись меня». Так продолжалось до тех пор, пока проблема этой женщины вовсе не усугубилась. О случившемся стало известно Пророку (ﷺ) и великий и славный Аллах ниспослал откровение: «Ваши жены являются пашней для вас. Приходите же на вашу пашню, когда и как пожелаете». То есть сноситесь с жёнами и спереди, и сзади, и запрокинув их на спину, но только через детородный орган.

### Вагинальный секс
Вагинальный секс является дозволенным видом полового акта, и мужчине разрешается совокупляться в вагину и спереди и сзади женщины. На этот счёт существует несколько хадисов. В хадисе от Джабира сообщается, что во времена пророка Мухаммада иудеи говорили, что если мужчина совершил совокупление во влагалище сзади, то ребёнок родится косы́м, и тогда был ниспослан аят: «Ваши жены являются пашней для вас. Приходите же на вашу пашню, когда и как пожелаете». Тогда пророк Мухаммад сказал: «Спереди или сзади, но только во влагалище».

### Оральный секс
По поводу дозволенности орального секса в исламе существуют различные мнения. Оральный секс не упоминается ни в Коране, ни в сунне, поэтому некоторые богословы, исходя из принципа «разрешено все, что не запрещено», считают оральные ласки разрешёнными (мубах). Вместе с тем, если оральный секс не исчерпывается стимуляцией, то он может быть связан с попаданием в рот женщины предсеменной жидкости (мази́) и спермы мужчины или же, соответственно, выделений женских половых желез в рот мужчины. В отношении чистоты женских половых желез исламские богословы (улемы) сошлись на мнении, что она не относится к нечистотам (наджаса), а в отношении спермы среди них нет единого мнения. Имамы аш-Шафии и Ахмад считали мужское семя чистым (тахир), а имамы Абу Ханифа и Малик придерживались противоположной точки зрения. Шейх Ахмад Кутти считает, что оральный секс «допустим только как прелюдия к половому акту и стимуляция». Современный исламский богослов Юсуф аль-Кардави считает, что если оральный секс приводит к семяизвержению, это считается порицаемым (макрух), но не запретным, так как убедительных доказательств этому нет.

### Наложницы
Если вы боитесь, что не будете справедливы к сиротам, то женитесь на других женщинах, которые нравятся вам: на двух, трёх, четырёх. Если же вы боитесь, что не будете одинаково справедливы к ним, то довольствуйтесь одной или невольницами, которыми овладели ваши десницы. Это ближе к тому, чтобы избежать несправедливости (или бедности)—  4:3 (Кулиев)
Согласно этому аяту, мусульманину разрешается обладать наложницами и вступать с ними в половые отношения без заключения брака. Содержать наложниц, если они приобретены разрешённым шариатом способом, может любой мусульманин, независимо от количества жён, и даже если он не женат. Женщина может стать наложницей, только если попала в плен во время войны или была продана, уже будучи таковой. На сегодняшний день институт наложниц практически исчез.
Секс с наложницей запрещён в трёх случаях:
1. В том случае, если она беременна (однако не запрещены другие виды ласк). Запрет снимается после родов.
2. Если прежде у неё был другой хозяин, который сношался с ней. Запрет снимается после одного менструального цикла или, если отсутствуют месячные, по прошествии одного месяца (некоторые улемы говорили о трёх месяцах).
3. Если хозяин наложницы дал ей свободу, а прежде этого сношался с ней. Запрет снимается при тех же условиях, что и во втором случае: после менструации или по прошествии месяца после полового акта.

Коран запрещает принуждать наложницу к блуду, и не возлагает на них вину, если хозяин заставит её согрешить.

## Запретное и нежелательное в сексе
В исламском обществе сексуальные отношения регулируются четкими религиозными предписаниями, которые поощряют любовь и секс в законном браке. Половое сношение вне брака в исламе является категорически запрещённым и греховным поступком и определяется как прелюбодеяние (зина). Что касается замужних пар, то им запрещено сношаться во время менструации (здесь и далее под «сексом» подразумевается «введение полового члена во влагалище женщины». Совершение же любых других действий с женой не подпадает под этот запрет), послеродовых кровотечений (нифаса), обязательного поста в месяц Рамадан (запрет распространяется на светлое время суток), секс в состоянии ихрама во время хаджа, во время болезни.
Ислам запрещает кровосмесительство, однополые отношения, зоофилию, педофилию, некрофилию, садомазохизм, групповой и анальный секс, а также мастурбацию. За их совершение на мусульман налагаются различные наказания (хадд). Также запрещена кража невесты, существующая у некоторых мусульманских народов.
У шиитов считается нежелательным совокупляться в дни священных шиитских праздников (день смерти Мухаммеда, 9—10 месяца мухаррам и т. д.), во время затмений Солнца и Луны, после заката (до исчезновения вечерней зари), в конце лунного месяца, после наступления времени утреннего намаза (до восхода Солнца), в первую ночь месяца (кроме месяца Рамадан), в ночь в середине месяца, во время землетрясений, поворачиваться в сторону Каабы, заниматься этим голыми и смотреть на половой орган жены. Использование фаллоимитатора у богословов-шиитов считается запретным.
Разглашение интимных подробностей
Ислам категорически запрещает разглашение каких-либо подробностей, касающихся интимных отношений. Исключение составляют моменты, когда, например, пациент рассказывает об этом врачу в медицинских целях. Исламские богословы обосновывают этот запрет кораническими аятами из суры Аль-Бакара и Ан-Ниса. В сунне пророка Мухаммада также есть хадисы, указывающие на запрет разглашения интимных подробностей.

### Инцест
Инцест (англ. incest — кровосмешение, кровосмесительство) — половое сношение между лицами, находящимися в запрещенной для бракосочетания степени родства.

Вам запретны ваши матери, ваши дочери, ваши сестры, ваши тетки со стороны отца, ваши тетки со стороны матери, дочери брата, дочери сестры, ваши матери, вскормившие вас молоком, ваши молочные сестры, матери ваших жен, ваши падчерицы, находящиеся под вашим покровительством, с матерями которых вы имели близость, но если вы не имели близости с ними, то на вас не будет греха; а также жены ваших сыновей, которые произошли из ваших чресл. Вам запретно жениться одновременно на двух сестрах, если только это не произошло прежде. Воистину, Аллах — Прощающий, Милосердный.— Коран, сура ан-Ниса, аят №23

### Гомосексуальный половой акт
Гомосексуальные связи между мужчинами (араб. مفسدة اللواط‎, му́фсидат аль-лува́т — букв. «грех народа Лота», то есть содомиты) в исламе считается одним из тяжелейших грехов и нарушением природного естества человека (фитра). Сообщается, что пророк Мухаммед сказал: «Убивайте того, кто совершил грех народа Лута: и активного и пассивного».
Те богословы, которые говорят о том, что совершение гомосексуального полового акта является подобным обычному прелюбодеянию и должно наказываться так же, как и зина, опираются на хадис, приведённый в Сунане аль-Байхаки со слов Абу Мусы: «Если совокупится мужчина с мужчиной — то они прелюбодеи», но этот хадис является слабым и недостоверным (даиф). Согласно более достоверному преданию (см. цитату выше), и активный и пассивный (если он был согласен на это) участник такого полового акта наказывается смертной казнью.
Сообщается, что когда Халид ибн аль-Валид обнаружил в некоторых провинциях мужчин-гомосексуалистов, он написал об этом письмо Абу Бакру. Сподвижники Мухаммеда, сошлись на том, чтобы наказанием им служило сбрасывание с ближайшей скалы или высокого здания.
Ибн аль-Хадж писал:

У содомитов три степени:
1. Те, которые наслаждаются посредством взгляда, что является харамом, ибо взирать на «безбородого» с возжеланием является запрещённым по единогласному мнению (иджма), а некоторые улемы подтвердили, что это является харамом, даже если не было похоти.
2. Те, которые наслаждаются посредством взаимных игр, развлечений, обниманий и т. п., кроме самого акта великого беспутства.
3. Те, которые совершают великую непристойность (то есть совершают гомосексуальный акт).

— Ибн аль-Хадж аль-малики Аль-Мадхаль
Что касается гомосексуальных отношений среди женщин (араб. سحاق‎, сиха́к), то это является харамом по единогласному мнению богословов (Ибн Хаджар считал это одним из величайших грехов). В Коране лесбиянство не упоминается, но существует хадис, насчёт достоверности которого высказывались различные мнения: «Лесбиянство между женщинами является прелюбодеянием». Кроме того, взирание на срамные места женщины другой женщиной или прикосновение к ним является запрещённым в шариате.

### Сексуальные отношения с гермафродитом
Мусульманские богословы категорически запрещают сексуальные отношения с гермафродитом, считая их содомией. Бывший Верховный муфтий аль-Азхара, шейх Гад эль-Хак отмечал: «Ислам предписывает мусульманам искать лекарство от болезней. Когда доктор-мусульманин, которому можно доверять, принимает решение, что пациенту необходима операция, то пациент должен пойти на неё. Среди религиозных правил, касающихся гермафродитов, есть обращенное к ним требование воздерживаться от половых сношений как с мужчинами, так и с женщинами. Это связано с тем, что их пол ещё не определён, поэтому не существует уверенности, что такие связи не являются гомосексуальными. Лишь после того, как компетентный доктор-мусульманин определит пол гермафродита, и ему будет сделана соответствующая операция, он (или она) может вступать в брак с лицом противоположного пола».
Однажды некий человек спросил Пророка, (ﷺ), о сношении с женщинами сзади. Пророк, (ﷺ), ответил: «Это разрешено». Но как только человек ушел, Пророк, (ﷺ), позвал его, или приказал позвать этого человека, и человека позвали, и уточнил: «Что ты сказал? Через какое из двух отверстий? Если сзади во влагалище, то — да. Ну, а если сзади через анальный проход, то — нет. Воистину, Аллах не стыдится истины. Не сноситесь с женами через задний проход».

### Анальный секс
Анальный секс в исламе является категорически запрещённым (харам) видом полового акта. Сообщается, что пророк Мухаммед сказал: «Проклят тот, кто сношается с женщинами через задний проход».
В качестве причины такого запрета мусульманские богословы упоминают о том, что анальное отверстие предназначено для испражнения, а не для сношения и произведения потомства. К тому же анальный секс, по их мнению, лишает женщину удовольствия и противоречит человеческому естеству (фитра). Кроме того, передают, что пророк Мухаммад, называл подобный акт «содомией в миниатюре».
Занимающийся анальным сексом совершает великий грех, за который он должен принести покаяние (таубу). Жена имеет полное право отказать мужу в таком виде секса, а если муж настаивает, то, по мнению исламских правоведов, она имеет право на развод (таляк).

### Изнасилование
Изнасилование в исламе считается грехом более тяжёлым, чем «обычное» прелюбодеяние, когда мужчина и женщина совершают его по взаимному согласию. Тот, кого принудили ко вступлению в половой акт, не несёт на себе греха и не подлежит наказанию прелюбодея. Мусульманские богословы единогласны в том, что женщина может стать объектом насилия со стороны мужчины, однако в различных правовых школах существует разногласие насчёт того, может ли мужчина быть принуждённым к сексу женщиной. У ханафитов и ханбалитов такое считается невозможным, и такой мужчина наказывается так же, как и прелюбодей. Шафииты же говорили, что мужчина может быть изнасилованным так же, как и женщины, и в таком случае не несёт ответственности за это и не наказывается.
По мнению некоторых улемов, насильник считается тем, кто «сеет нечестие на земле» и подлежит смертной казни. Согласно указу № 85 Комитета больших учёных Саудовской Аравии от 10 сентября 1981 года, такой человек считается «воюющим с Аллахом» и должен быть наказан смертью.

### Групповой секс
Групповой секс с несколькими жёнами является запрещённым и порицаемым действием, даже если супруги не возражают против этого. По словам Аиши, Мухаммед сношался со своими жёнами только наедине, так, чтобы никто их не видел и не слышал. О запретности секса с двумя жёнами одновременно высказывались такие видные мусульманские богословы, как Хасан аль-Басри и Ибн Кудама.
Пророк (ﷺ) сказал: «Есть четыре группы людей, которые утром и вечером пребывают под гневом Аллаха». (Сподвижники) спросили: — «Кто они, о Посланник Аллаха?» Посланник Аллаха привёл такие разъяснения: «Это мужчины, которые стараются походить на женщин; женщины, которые стараются походить на мужчин; гомосексуалисты; люди, совершающие половой акт с животными».

### Зоофилия
Половое сношение с животными (зоофилия) запрещено шариатом как отвратительное действие, противоречащее природе человека и унижающее человеческое достоинство. По мнению исламских правоведов (факихов) запрет основан на 5-7 аятах суры аль-Му’минун. В сунне пророка Мухаммада имеется ясный запрет зоофилии как для мужчин, так и для женщин. В одном из хадисов говорится не только о запрещенности полового сношения с животными, но и о наказании за это: «Человека, который имел сношение с животным, убейте. Вместе с ним убейте и животное».

### Мастурбация
Мастурбация (араб. استمناء‎, истимна́) в исламе имеет неоднозначную трактовку. Согласно Ибн Таймии, большинство улемов прошлого и настоящего (среди них Ибн Аббас и Ахмад ибн Ханбаль) не запрещали мастурбацию ради снятия сексуального возбуждения (если мусульманин опасается прелюбодеяния), а если человек мастурбирует только ради получения удовольствия и по привычке, то это является однозначно запретным.
Мусульманские правоведы (факихи) давали оценку по трём вопросам относительно мастурбации:
- Получение удовлетворения от руки постороннего мужчины или женщины.
- Получение удовлетворения от руки супруга или супруги.
- Получение удовлетворения от своей руки.

По вопросу мастурбации от руки постороннего мужчины или женщины факихи вынесли абсолютный запрет (харам), так как смотреть, и касаться половых органов постороннего мужчины и женщины запрещено. Мастурбация от руки жены или жены от руки мужа дозволена (халяль). Что же касается получения удовлетворения от своих рук мужчиной или женщиной, то мусульманские правоведы в этом вопросе не пришли к единому мнению.
Сторонники запрета мастурбации (аш-Шафии, ат-Табари, аль-Куртуби, Ибн Кайим аль-Джаузия) приводят в качестве доказательства на это следующие аяты суры аль-Муминун: «…которые оберегают свои половые органы от всех, кроме своих жен или невольниц, которыми овладели их десницы, за что они не заслуживают порицания, тогда как желающие сверх этого являются преступниками».
Некоторые богословы, в числе имам Ахмад ибн Ханбаль и Ибн Хазм, рассматривали семя как естественное выделение человеческого тела, которое ничем не отличается от других выделений. По их мнению, мастурбация разрешена точно так же, как разрешено кровопускание (хиджама). Однако юристы ханбалитской правовой школы допускали мастурбацию лишь в случае, если молодой человек вынужден был прибегнуть к ней из страха совершить прелюбодеяние, и если у него не было средств жениться.
По мнению исламских богословов, соблюдение следующих рекомендаций позволит прекратить мастурбировать:
- соблюдение поста (саум).
- умеренность в еде и питье.
- сторонение от всего возбуждающего.
- дружба с хорошими и праведными людьми.
- уделение большего количества времени молитвам и другим актам поклонения (ибадат).
- занятие каким-нибудь делом, которое будет отвлекать от мыслей о сексе.
- избегание тех мест, где мужчины и женщины находятся в физическом контакте[73].

Существуют два хадиса о мастурбации, которые являются недостоверными и слабыми.
- «Семеро, на которых Аллах не взглянет в Судный день <…> и тот, кто совокуплялся со своей рукой»[74].
- «Придёт в Судный день совокуплявшийся со своей рукой и его рука будет беременной»[75].

Некий человек пришел к Пророку (ﷺ) и сказал: «У меня есть наложница, которая служит нам, поит нас водой. Я посещаю её, но не желаю, чтобы она забеременела». И тогда Посланник Аллаха (ﷺ) сказал: «Отрывай от неё, если хочешь. Однако к ней придёт то, что ей предписано».

## Контроль над рождаемостью

### Контрацепция
Ислам разрешает супружеским парам прибегать к контрацепции (араб. азль) в ограниченном количестве и при наличии уважительных причин. Показанием к применению контрацепции может быть: физическая слабость, болезнь, нахождение семейной пары в поездке или вдали от родного города, неблагоприятные политические условия и т. д. К разрешённым видам контрацепции относятся: прерванный половой акт, презерватив, противозачаточные таблетки, а также аборт на ранних стадиях беременности. Запрещается применять контрацепцию из опасения неспособности обеспечить большую семью, а также контрацепцию, которая вредит здоровью.
- Прерванный половой акт (араб. عزل‎, ’азль) в исламе является разрешённым, если мужчина не хочет детей, а супруга согласна на это[20]. По мнению аятоллы Али Систани, азль можно делать и без разрешения супруги[39]. Согласно словам Джабира[77] (один из сподвижников Мухаммеда), сахабы совершали азль в то время, «когда Пророк был жив, а Коран ещё ниспосылался». По мнению Суфьяна ас-Саури, «если бы это было чем-то запрещённым, это было запрещено нам Кораном». Сообщается[78][79] о том, что один из сподвижников спросил Мухаммеда об этом, а также упомянул слова иудеев о том, что прерванный половой акт является «малым убийством», на что он ответил: «Солгали иудеи! Если бы Аллах захотел сотворить его (то есть ребёнка), ты не смог бы предотвратить этого»[80].
- Презерватив. Использование презервативов (араб. واقي‎, ва́ки) и любых других видов предотвращения беременности является дозволенным (если только жена не противится этому[20][39]) и его положение подобно прерыванию полового акта[81]. Однако целью использования презервативов не должно быть желание не иметь ребёнка вообще, ибо это противоречит одной из основных целей брака — рождению детей[82]. Использование презервативов не может сделать дозволенным ни прелюбодеяние, ни анальный секс, ни любые другие запрещённые виды сексуальной активности[83]. Продавать же презервативы для тех, кто использует их при прелюбодеянии, является харамом[84].

### Аборт
Аборт (араб. إجهاض‎, иджха́д) в исламе имеет неоднозначную трактовку. Так, некоторые ханафиты, шафииты и ханбалиты считали аборт дозволенным до того, как плоду исполнится 4 месяца, потому что согласно преданиям от Мухаммеда, именно через 4 месяца после зачатия плоду даруется душа. Основная масса ханафитов считала аборт разрешённым, если тому имеется уважительная причина. О нежелательности аборта высказывались некоторые маликиты, шафииты и ханафиты. Полностью запрещённым же искусственное прерывание беременности считало большинство маликитов, шафиитов и ханбалитов. Министерство вакуфов Кувейта разрешило проведение аборта, если это является единственно возможным способом спасения жизни матери будущего ребёнка. Такой же указ (№ 140) издал Комитет больших учёных Саудовской Аравии 19 февраля 1987 года: «После того, как плоду исполнится 4 месяца, аборт становится запрещённым, только если группа достойных доверия специалистов не констатирует то, что дальнейшее оставление плода в утробе матери приведёт к её смерти. И это после использования всех возможных причин для спасения её жизни».
В вопросе, можно ли избавиться от ребёнка, зачатого вследствие изнасилования, тоже не существует однозначного мнения. Некоторые современные исследователи считают, что такой плод должен быть оставлен, ибо когда Мухаммед узнал о том, что женщина, совершившая прелюбодеяние, беременна, он отсрочил смертную казнь до момента рождения ребёнка. Комитет больших учёных Саудовской Аравии дозволил прерывание такой беременности, если плоду не исполнилось 4 месяца. В таком же духе высказался Верховный муфтий Египта (фетва от 17 октября 1998 года).

## Изменение пола и уподобление противоположному полу
С точки зрения шариата, в исламе не существует уважительных причин для смены пола. Грех «полоотступничества» считается более тяжким, чем гомосексуализм, так как гомосексуалист по мнению исламских богословов ещё «имеет возможность изменить своё поведение и покаяться», а в случае со сменой пола это фактически невозможно сделать. Подобные операции считаются
«внесением изменений в творение Аллаха», что в исламе запрещено. В Коране приводятся слова Шайтана, которые, возможно, относятся и к смене пола: «…и прикажу им, и пусть они будут изменять творение Аллаха!». Единственным оправданием согласно исламским богословам является лишь случай, если пациент является гермафродитом, и такая операция даёт ему возможность жить полноценной жизнью.
Умышленное подражание в одежде, манере поведения и т. п. представителям противоположного пола в исламе считается харамом. О недозволенности подобных действий говорится в сунне пророка Мухаммада и в следующем кораническом аяте: «Не желайте того, чем Аллах дал вам одним преимущество перед другими. Мужчинам — доля из того, что они приобрели, а женщинам — доля из того, что они приобрели. Просите от Аллаха Его блага — поистине, Аллах знает все вещи!».
В Исламской Республике Иран, однако, после разрешающей смену пола фетвы аятоллы Хомейни производится наибольшее в мире число операций по коррекции пола после Таиланда, причём их частично оплачивает государство.

## Комментарии
1. ↑  Арабские девушки тех лет взрослели очень рано.

Я видел в Йемене девочек девяти лет, у которых уже были месячные.— Мухаммад ибн Ахмад аз-Захаби. Сияр алам ан-нубала. — Т. 10. — С. 91.

Я видел в Сане бабушку, которой было 21 год. Месячные пошли у неё в 9, а в 10 она родила, и её дочь также, в 9 пошли у неё месячные, а в 10 родила.— аль-Байхаки, Абу Бакр Ахмад. ас-Сунан аль-Кубра. — Т. 1. — С. 319.
2. ↑  Этот хадис передал Ахмад (6/438, 452, 453, 458) в полной и сокращенной версиях с двумя подкрепляющими друг друга цепочками рассказчиков, на что указал аль-Мунзири (4/29). Этот же хадис приводит аль-Хумейди в своем труде «аль-Муснад» (61/2). В пользу этого хадиса также свидетельствует хадис, переданный ат-Табарани в его трудах «ас-Сагир» и «аль-Кабир», Абу аш-Шейхом в «Тарих Асбахан» (282—283) и Ибн Аби ад-Дуньёй в книге «ас-Самт» (26/2), со слов Асмы бинт Умейс.
3. ↑  Этот хадис с хорошей цепочкой рассказчиков передали аль-Бухари в книге «Аф’аль аль-Ибад» (стр. 77), Абу Давуд (1/336), Ибн Маджа (1/592), аль-Хаким (2/185), аль-Байхаки (7/148) и Абу Яла в своем труде «аль-Муснад» (лист 308/2). Аль-Хаким назвал этот хадис достоверным, с чем согласился аз-Захаби. Известный знаток хадисов аль-Ираки в книге «Тахридж аль-Ихйа» (1/298) сказал: «Цепочка его рассказчиков хорошая». Абд аль-Хакк аль-Ишбили указал на достоверность этого хадиса, умолчав о нём, в книге «аль-Ахкам аль-Кубра» (42/2), так как в её предисловии он сообщил о том, что все хадисы, о которых он умолчал в данном труде, являются достоверными. На достоверность данного хадиса также указал Ибн Дакик аль-Ид в своем сочинении «аль-Ильмам» (127/2).
4. ↑  Этот хадис приводят Абу Давуд (1/377), аль-Хаким (2/195, 279), аль-Байхаки (7/195), аль-Вахиди в «аль-Асбаб» (стр. 52) и аль-Хаттаби в «Гариб аль-Хадис» (73/2). Цепочка рассказчиков этого хадиса хорошая. Аль-Хаким посчитал цепочку его рассказчиков достоверной в соответствии с требованиям Муслима, и с ним согласился аз-Захаби. У этого хадиса имеется другой, более короткий путь передачи, который приводится у ат-Табарани (3/185/1).
5. ↑  Этот хадис приводят аль-Бухари (8/154), Муслим (4/156), ан-Насаи в книге «Ишрат ан-Ниса» (76/1-2), Ибн Абу Хатим (л. 39/1 — рукопись «Махмудия») — ему принадлежит дополнение в квадратных скобках, аль-Багави в «Хадис Али ибн аль-Джаад» (8/79/1), аль-Джурджани (293/440), аль-Байхаки (7/195), Ибн Асакир (8/93/2) и аль-Вахиди (стр. 53), который сказал: «Шейх Абу Хамид ибн аш-Шарки как-то сказал: „Это — великий хадис, который равен сотне хадисов“».
6. ↑  Хадис содержится в пяти из шести авторитетнейших сборников хадисов: в Сахихе аль-Бухари, Сахихе Муслима, Сунане Абу Давуда, Джами ат-Тирмизи и Сунане Ибн Маджи
7. ↑  По мнению аль-Хайсами все передатчики этого хадиса «достойны доверия», по мнению ас-Суюти в «аль-Джами ас-Сагир» хадис является хорошим (хасан); по сообщению аль-Хатиба аль-Багдади в «Тарих Багдад», ан-Насаи и Ибн Маин считали этот хадис слабым.
8. ↑  Этот хадис передал аш-Шафии (2/260) и назвал его сильным. С его слов хадис передали аль-Байхаки (7/196), ад-Дарими (1/145), ат-Тахави (2/25) и аль-Хаттаби в «Гариб аль-Хадис» (73/2). Цепочка рассказчиков этого хадиса достоверна, как писал об этом Ибн аль-Муляккин в сочинении «аль-Хуляса». У сообщения имеются другие пути передачи, которые приводятся у ан-Насаи в «аль-Ишра» (2/76 — 77/2), ат-Тахави, аль-Бейхаки и Ибн Асакира (8/46/1). По словам аль-Мунзири (3/200) один из этих путей можно считать хорошим. Ибн Хиббан (1299—1300) и Ибн Хазм (10/70) посчитали этот путь достоверным, и с ними согласился Ибн Хаджар в «аль-Фатх» (8/154).
9. ↑  Это второе мнение передаваемое от Ахмада ибн Ханбаля.